# 氢化铝铯
氢化铝铯是一种无机化合物，化学式为CsAlH4。它可由氯化铝和氢化铯在醚中的悬浮液反应得到，或由氢化铝锂和氢化铯反应制得。它受热分解为氢化铯、铝和氢气，其中间产物为CsAl3H8。